# Degan, Chongqing
Degan (kinesiska: 德感) är ett stadsdelsdistrikt i sydvästra Kina. Det ligger i stadsdistriktet Jiangjin i storstadsområdet Chongqing, omkring 46 kilometer sydväst om det centrala stadsdistriktet Yuzhong. Antalet invånare är 83 950. Befolkningen består av 40 924 kvinnor och 43 026 män. Barn under 15 år utgör 12,0 %, vuxna 15-64 år 74 %, och äldre över 65 år 12,0 %.